# بند سلطان
بند سلطان (به انگلیسی: Band-e Sultan) سدی بر روی رود غزنی در ولایت غزنی افغانستان است. از آوریل ۲۰۱۳ این سد فقط برای آبیاری ۱۵۰٬۰۰۰ هکتار زمین کشاورزی استفاده شده‌است. انتظار می‌رود که این سد ظرفیت تولید برق برای ۵۰٬۰۰۰ خانواده را داشته باشد. این سد برای باشندگان غزنی و ولایت همسایه میدان وردک اهمیت بسیار دارد.

## تاریخچه
گفته می‌شود که این سد ابتدا در سدهٔ دهم در زمان غزنویان و به یادبود سلطان محمود غزنوی بنا شده‌است. 
این سدبند در مارس ۲۰۰۵ فروریخت و منجر به سیل‌های فاجعه‌بار شهر غزنی در ۳۰ کیلومتری آن شد.

## جستار های وابسته
- فهرست سدهای افغانستان